# Swazilands herrlandslag i fotboll
Swazilands herrlandslag i fotboll, som kallas Sihlangu Semnikati representerar Swaziland i fotboll för herrar, och spelade sin första match då man den 1 maj 1968 vann med 2-0 mot Malawi. Laget har aldrig kvalificerat sig till världsmästerskap eller afrikanska mästerskap.